# Andrea Vicunia
Andrea Sainz de Vicuna (5 de octubre, Madrid), más conocida como Andrea Vicunia, es una actriz y cineasta española. Conocida por su papel de Carmen en la serie Libres y la primera Española en ganar el premio AT&T como Mejor Cineasta Subrepresentada. Reside en Los Ángeles, California.

## Primeros años
En sus inicios, Andrea Vicunia se licenció por la Universidad Complutense de Madrid en Bellas Artes en 2011. Empezó sus estudios de interpretación en el Teatro de Cámara Chejov bajo la dirección de Ángel Gutiérrez.  

## Carrera
Su rol como Daniela en Hoy es Fiesta dirigida por José Luis Checa le dio reconocimiento en el panorama teatral Español, terminando su gira por España en la Sala Triángulo de Madrid. En 2012 consigue el rol protagónico de Carmen en Libres y se embarca en su rodaje en Yeste, en Los Pirineos. A finales del mismo año, presenta en Microteatro su obra Flashbacks, escrita e interpretada por ella y Fernando Corujo. A principios de 2013 es becada por TVI Actors Studio en Los Ángeles para un Curso Profesional de Interpretación. Comienza su andanza americana que continúa hasta el día de hoy.
Ha trabajado con grandes compañías como Lionsgate, Telemundo y TLC desde su llegada.
Su habilidad para la comedia le abre camino en Stand Up Comedy y poco después es común verla en el escenario de clubs de Comedia de Los Ángeles como The World Famous Comedy Store, Flappers Comedy, The Ice House, etc.

## Cineasta
Decidida a ofrecer su visión al mundo, Andrea comienza a escribir guiones y crear cortometrajes, web series y sketches. Su obra debut, Secrets Can Hide, atrae la atención de Directed by Women en 2014. Escribe la web serie cómica En Prácticas y esta se rueda gracias a La Sombra Producciones en Madrid, España. En 2017, gana el premio a Mejor Cortometraje rodado con el Móvil galardonado por AT&T, dándole acceso a grabar su proyecto "Stereotyped" en los estudios Warner Bros Studios de Los Ángeles. Women in Comedy le ofrece la posibilidad de filmar el piloto en Chicago, Illinois.

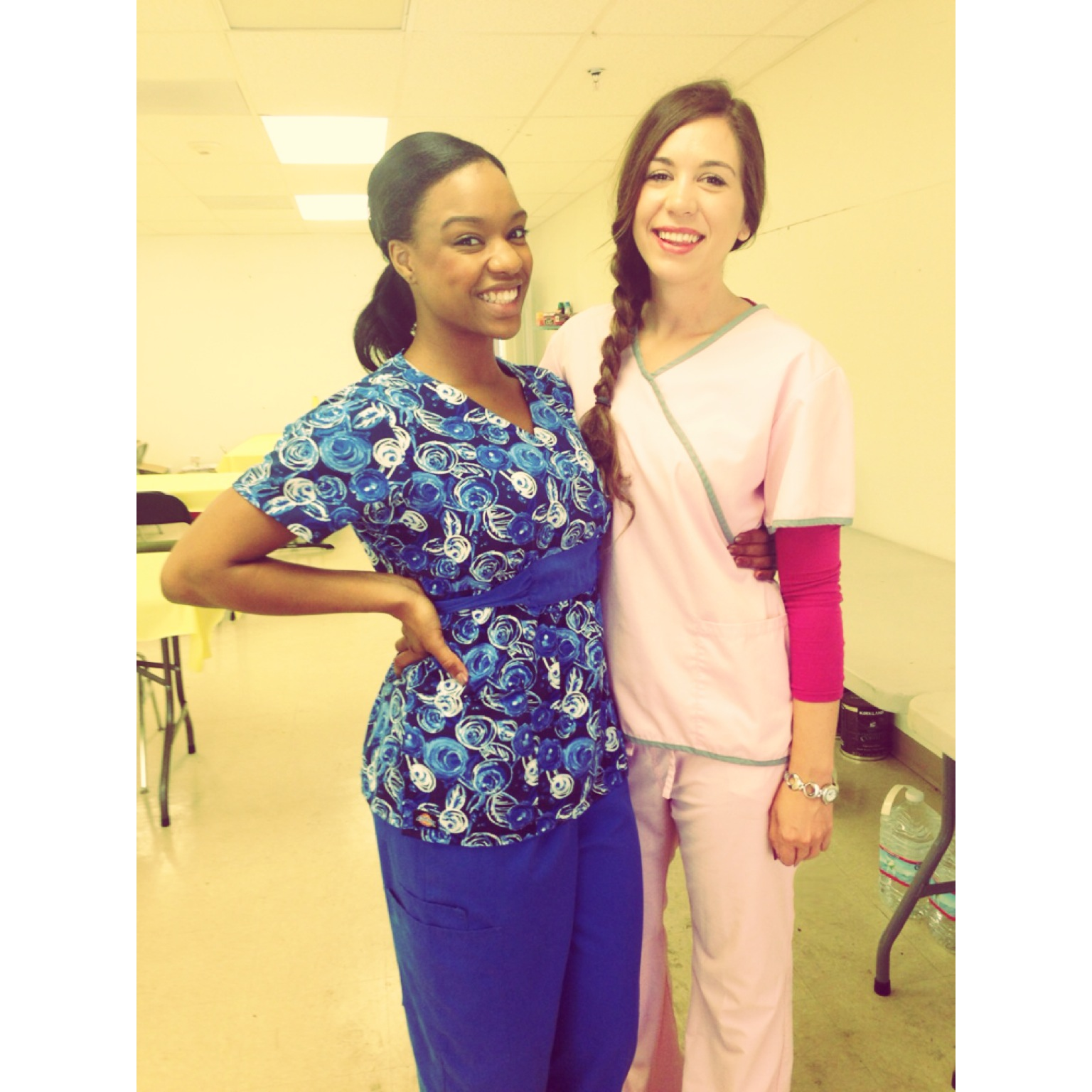
On set of TLC

Andrea gana el Premio como Mejor Cineasta Subrrepresentada en los AT&T Film Awards que tuvieron lugar en los Warner Bros Studios el 2 de junio de 2018. Ava DuVernay le entrega el premio en la Ceremonia.

## Filmografía
Cine
| Año  | Título                | Personaje        | Notes                                                     |
| ---- | --------------------- | ---------------- | --------------------------------------------------------- |
| 2012 | Dame un Verso         | Diana            | Radio Television Española                                 |
| 2012 | Los Ilusos            | Elena            | Festival Cinespaña: Violette d'Or al mejor filme          |
| 2012 | Quien quieres que sea | Patricia         |                                                           |
| 2013 | Devil May Call        | Nina             | Lionsgate                                                 |
| 2013 | My Man                | Sofía            |                                                           |
| 2013 | One more night        | Cara             |                                                           |
| 2014 | The Audition          | Kayla            |                                                           |
| 2014 | Secrets Can Hide      | Helenna          | Indi.com                                                  |
| 2015 | Furious               | Rosa             |                                                           |
| 2015 | The Deal              | Alejandra Cortez |                                                           |
| 2017 | Something Is Off      | Her              | AT&T Create-a-thon "Best Movie Shot with a Mobile Device" |

Televisión
| Año  | Título                | Personaje   | Notas |
| ---- | --------------------- | ----------- | --- |
| 2012 | Libres                | Carmen      | Vancouver Web Fest: Best Overall Series Melbourne Web Fest: Mejor Serie Dramática Rome Web Awards: Mejor Serie Dramática Girona Film Festival: Mejor Serie Dramática FEW (Festival Español de Webseries): Mejor Serie Dramática Roma Web Fest: Miglior Serie Straniera Web Sèries Mag: Meilleure Websèrie Dramatique |
| 2013 | 50 Shades of Girls    | Bella       | Funny or die |
| 2014 | Sex sent me to the ER | Nurse Sunny | TLC |
| 2014 | Cámara Abierta 2.0    | Carmen      | Radio Television Española |
| 2015 | En Prácticas          | Sara        | |
| 2017 | Stereotyped           | Andy        | Whohaha AT&T Film Awards - "Best Underrepresented Filmmaker Award" Winner Women In Comedy Cohort - "Best 10 Scripts" |

Otros
| Año  | Título                                      |  |
| ---- | ------------------------------------------- |  |
| 2011 | Videoclip Si me quedo o si me voy LargaVida |  |
| 2012 | Flashmob Gangnam Style Visión Nocturna      |  |
| 2013 | Videoclip Top Shelf IQ                      |  |